# شص قصصي
خطاف قصصي (الشص القصصي) وسيلة تستخدم في بداية عمل قصصي لإثارة اهتمام (خطف اهتمام) القراء وحثهم على متابعة القراءة. فالبداية من قلب الأحداث ووسطها نوع من «الخطاف» السردي. وهناك أشكال أخرى مثل استخدام التناقض الظاهري أو استعمال اقتباس أو استشهاد مذهل، أو ذكر مصرع إحدى الشخصيات أو أحد الحوادث أو أي تصريح بشيء يثير فضولا ويتطلب إشباعا. وبداية اللص والكلاب للكاتب نجيب محفوظ بخروج البطل من السجن هي نوع من الخطاف القصصي.